# آزمون رزنباخ
آزمون رُزنباخ یا تست رُزنباخ (انگلیسی: Rosenbach's test) یک آزمایش پزشکی کیفی برای تشخیص وجود صفرا در ادرار است. برای انجام آزمایش، ادرار چندین بار از یک کاغذ صافی عبور داده می‌شود. سپس کاغذ صافی خشک می‌شود و یک قطره اسید نیتریک به آن اضافه می‌شود. در حضور صفرا، رنگدانه‌های صفراوی مشخص می‌شوند (لکه‌ای زرد با حلقه‌های قرمز، بنفش، آبی و سبز در اطراف آن).
این آزمون به نام پزشک آلمانی اوتمار رُزنباخ نام‌گذاری شده است.